# Labassère
Labassère é uma comuna francesa na região administrativa de Occitânia, no departamento dos Altos Pirenéus. Estende-se por uma área de 10,09 km². Em 2010 a comuna tinha 246 habitantes (densidade: 24,4 hab./km²).